# Андрей Попарсов
Андрей Попарсов (изписване до 1945 година: Андрей попъ Арсовъ) е български общественик, просветен деец и революционер, деец на Вътрешната македоно-одринска революционна организация.

## Биография
Андрей Попарсов е роден в село Богомила, тогава в Османската империя. Негов брат е революционерът-теоретик Петър Попарсов. Андрей Попарсов дълги години учителства и същевременно е деец на ВМОРО. Учител в с. Богомила и с. Ореше, Велешко. Борец против сръбската пропаганда. По време на българското управление в периода 1915 – 1918 година е кмет на Богомила. След войната е убит заедно с общинските съветници Георги и Павел Костадинови на 28 октомври 1918 година от сръбските власти.